# Aleksandr Gorbatikov
Aleksandr Valerevich Gorbatikov (em russo:  Александр Валерьевич Горбатиков; Volgogrado, 4 de junho de 1982) é um handebolista profissional da Rússia, medalhista olímpico.
Aleksandr Gorbatikov, em Atenas 2004, conquistou a medalha de bronze. Com 1 partida.